# أولاد وهاب (الخبيزيين)
أولاد وهاب هو دُوَّار يقع بجماعة مليلة، إقليم بنسليمان، جهة الدار البيضاء سطات في المملكة المغربية. ينتمي الدوّار لمشيخة الخبيزيين التي تضم 5 دواوير. يقدر عدد سكانه بـ 277 نسمة حسب الإحصاء الرسمي للسكان والسكنى لسنة 2004.

## روابط خارجية
- البوابة الوطنية للجماعات الترابية
- المندوبية السامية للتخطيط